# Шаргатуро

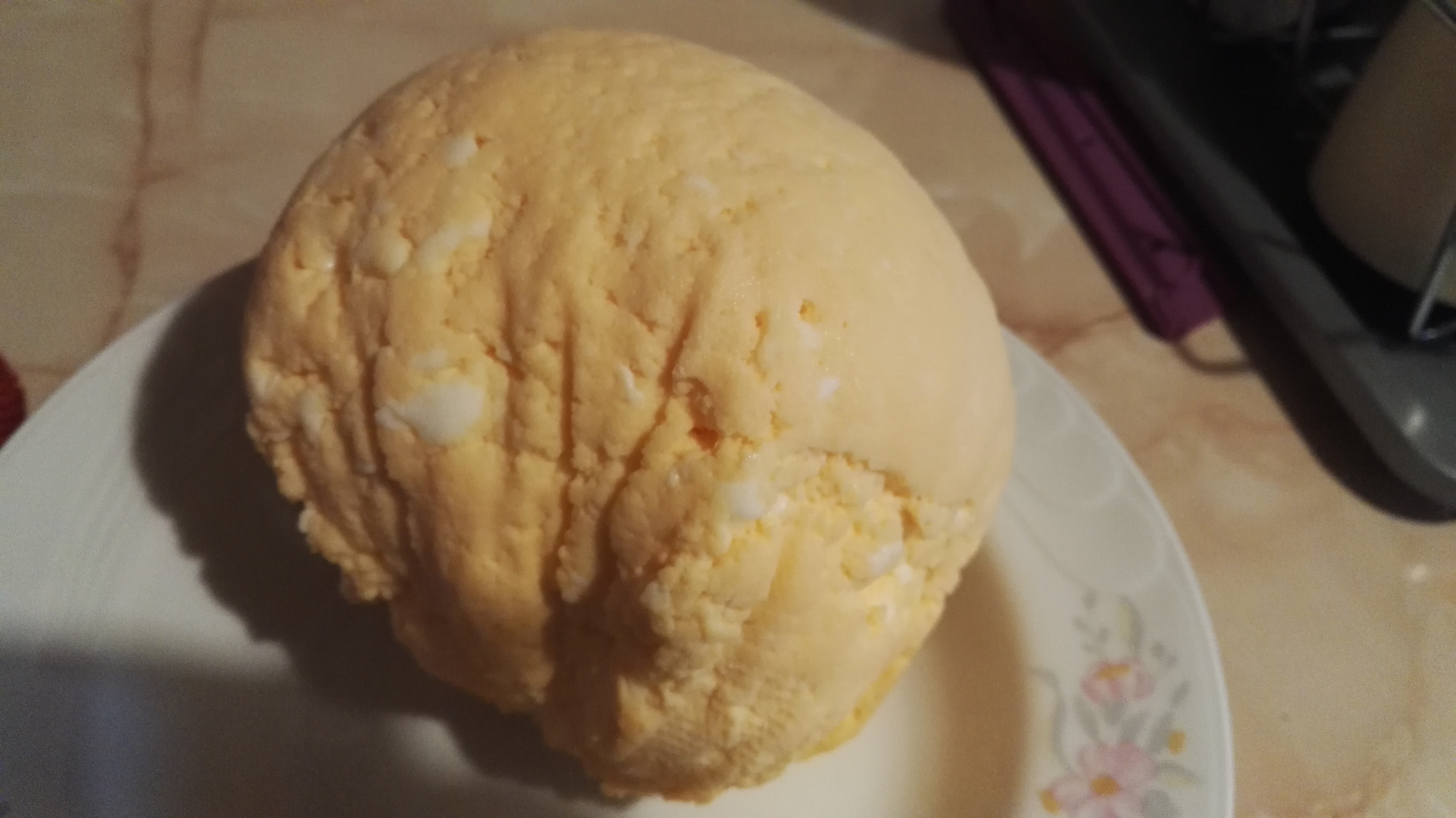
Шаргатуро

Шаргатуро (венг. sárgatúró) ― венгерское пасхальное блюдо, распространённое в округе Сабольч-Сатмар-Берег и в историческом регионе Хайдушаг. «Шаргатуро» означает в переводе «жёлтый творожный сыр».

## Приготовление
Шаргатуро готовят, смешивая молоко, яйца и сахар и часто помешивая получившуюся смесь, пока она не начнет образовывать комки. Затем в смесь добавляют ваниль, кладут блюдо на прочную ткань и отжимают, чтобы удалить лишнюю влагу.
Шаргатуро обычно подаётся на стол с ветчиной или вареными яйцами. Часто в блюдо добавляют изюм и специи.